# Høken
Høken is een kreet van de Nederlandse popgroep Normaal. Het betekent iets als 'uit je bol gaan' of 'lol trappen'. Høken is als kreet bedacht door de Achterhoekse band Normaal. "Het is alles wat lekker en onbenullig is, een beetje woest, zolang het maar niks met seks of geweld te maken heeft", zegt frontman Bennie Jolink van Normaal. Het is, met name in de Achterhoek, een ingeburgerd begrip.
Het woord wordt meestal uitgesproken met een eu die het dichtst bij het Franse œuvre komt (uitspraak volgens Internationaal Fonetisch Alfabet (IPA): [ˈhœ:kə(n)]). Het hoort in ieder geval niet op keuken ([ˈkøkə(n)]) te rijmen.
Normaal gebruikt het begrip in verschillende nummers, waaronder Høken is normaal (wie niet wet wat høken is / die wet echt niet wat ie mist) en Da's Normaal (høken, brekken en angoan, zoepen en een hoop kabaal / en dat alles bij mekaar nuumen wij Normaal). Ook in de titel van twee albums van de groep komt het begrip voor: Høken is normaal (1980), Høk en Swing (2003) en in de titel van enkele dvd's: Høken voor gevorderden (2004), 30 jaar høken (2005) en Høken in Hummelo (2010).

## Etymologie
De betekenis van høken wordt door de band Normaal zelf omschreven als 'alles wat leuk is, maar wat niets met seks en/of geweld te maken heeft'.
Over de etymologie van het woord bestaan verschillende ideeën.
- De Grote Van Dale noemt het een "fantasiewoord met de bijgedachte aan neuken".[4]
- Anderen stellen dat het zou gaan om een plat Achterhoeks woord voor 'haken'. Høken zou in dat geval iets als 'inhaken' betekenen of 'pootjehaken' (iemand opzettelijk laten struikelen) als pars pro toto voor 'loltrappen'.
- Volgens het Middelnederlands Handwoordenboek van Verdam was een "Hoeker" een "negotiedoener", een neringdoende, dus iemand die eigen baas is en de kost verdient. Denkbaar is dat høken daarmee verwant is.